# Борецкий, Исидор Семёнович
Иси́дор Боре́цкий (англ. Isidore Borecky, укр. Ісидор Борецький; 1 октября 1911, Островец, Австро-Венгрия — 23 июля 2003, Торонто, провинция Онтарио, Канада) —  прелат Римско-католической церкви, Апостольский экзарх Восточной Канады, 10-й титулярный епископ Аматунта Кипрского, 1-й украинский греко-католический епископ Торонто, кавалер украинского ордена «За заслуги».

## Биография
Исидор Борецкий родился 1 октября 1911 года в селе Островец (на территории современной Тернопольской области Украины). Учился в Теребовлянской и Тернопольской гимназиях. В 1932—1936 изучал теологию в Богословской академии во Львове. В 1936—1938 годах продолжил образование в коллегии Святого Андрея в Мюнхене.
17 июля 1938 года был рукоположен в сан священника епископом Дионисием (Няради). В том же году эмигрировал в Канаду. 17 января 1948 года был назначен Апостольским экзархом Восточной Канады для украинцев-грекокатоликов с возведением в сан титулярного епископа Аматунта. Епископскую хиротонию 27 мая 1948 года возглавил епископ Василий (Ладыка), которому сослужили епископы Константин (Богачевский) и Нил (Саварин).
3 ноября 1956 года Борецкий был поставлен римским папой Пием XII епископом Торонто Украинской греко-католической церкви. В 1979 году он стал одним из соучредителей религиозного общества украинцев-грекокатоликов «Святая София». Епископ участвовал в заседаниях II Ватиканского собора.
Борецкий неоднократно организовывал предоставление финансовой и гуманитарной помощи пострадавшим на Украине, в частности, жертвам аварии на Чернобыльской атомной станции. Он также поддерживал материально гимназию в Теребовле, в которой сам когда-то учился.
16 июня 1998 римский папа Иоанн Павел II принял его прошение об отставке в связи с достижением им преклонного возраста. В 2002 году президент Украины Леонид Кучма наградил епископа национальным орденом «За заслуги» III степени. Борецкий умер в Торонто 23 июля 2003 года.